# Thomas Willett
Pour les articles homonymes, voir Willett.
Thomas Willett (1611-1674) était un marchand anglais de la colonie de Plymouth, capitaine de marine, commissionnaire de Nouvelle-Hollande, magistrat et capitaine de la colonie de Plymouth. Il fut nommé maire de New York le 12 juin 1665 par le gouverneur Richard Nicolls, et commissionnaire de l'amirauté le 23 août. Il fut membre du conseil exécutif du gouverneur entre 1665 et 1672 sous Richard Lovelace. Il prit sa retraite en 1673.
Son fils Thomas Willett Jr. fut un major dans la milice du comté de Queens et un conseiller sous les gouverneurs Sir Edmund Andros et Henry Sloughter.
Son arrière-petit-fils Marinus Willett fut maire de New York de 1807 à 1808.